# Kanton Basse-Pointe
Kanton Basse-Pointe (francouzsky Canton de Basse-Pointe) byl francouzský kanton v departementu Martinik v regionu Martinik. Nacházela se v něm pouze obec Basse-Pointe. Zrušen byl v roce 2015.